# Enterprise feedback management
Enterprise feedback management (EFM) er et system af processer og software, som organisationer kan anvende til at administrere gennemførelsen af spørgeskemaundersøgelser centralt og samtidig gøre udarbejdelsen af spørgeskemaer, indsamling af besvarelser, analysearbejde og afrapportering tilgængeligt for hele organisationen.
EFM-systemer indebærer normalt forskellige roller og rettighedsniveauer for forskellige brugertyper. Det kan f.eks. være brugere uden nogen tidligere erfaring med udarbejdelse af spørgeskemaer, brugere med stor erfaring, statistikere samt brugere, der skal afrapportere og fortolke resultaterne. EFM kan hjælpe organisationer med at etablere en dialog med medarbejdere, partnere og kunder vedrørende væsentlige emner og problemstillinger og om nødvendigt foretage kundespecifikke indgreb i realtid. EFM omfatter dataindsamling, analyse og afrapportering.
Forud for indførelsen af EFM-systemer var spørgeskemasoftware typisk opdelt efter afdeling, og det omfattede ikke roller, rettigheder eller arbejdsprocesser. EFM-systemet gør det muligt at gennemføre spørgeskemaundersøgelser i hele virksomheden og forsyner beslutningstagere med vigtige oplysninger med henblik på forbedring af kundetilfredshed, loyalitet og livstidsværdi. Med EFM har virksomhederne mulighed for at vurdere kunderne i en sammenhæng og bliver bedre i stand til at tage højde for deres behov.
Gartner forudsagde, at 40% af alle de feedbacksystemer, der blev taget i brug i 2008, ville være EFM-løsninger. Det er værd at bemærke, at begrundelsen for at teste/indføre EFM ofte er at mindske afhængigheden af (eller reducere udgifterne til) traditionelle tilfredshedsundersøgelser.
I sin tid som forskningsdirektør hos Gartner beskrev Esteban Kolsky markedsstrukturen på følgende måde: "Markedet for disse værktøjer er yderst fragmenteret, og der er ikke kun én samlet udbyder. Det vil afstedkomme en lang række virksomhedsovertagelser, fordi større leverandører vil ønske at indarbejde EFM og spørgeskemaundersøgelser i deres vækststrategi."
EFM-markedet voksede 60% til 70% i 2005 og 2006.